# Степаненкове
Степа́ненкове —  село в Україні, у Миколаївській сільській громаді Сумського району Сумської області. Населення становить 258 осіб. До 2016 орган місцевого самоврядування — Постольненська сільська рада.

## Населення

### Мова
Розподіл населення за рідною мовою за даними :
| Мова            | Кількість | Відсоток |
| --------------- | --------- | -------- |
| українська      | 243       | 94.19%   |
| російська       | 14        | 5.43%    |
| інші/не вказали | 1         | 0.39%    |
| Усього          | 258       | 100%     |

## Географія
Село Степаненкове знаходиться на відстані до 1,5 км від сіл Лікарське, Головашівка і Линтварівка. Поруч проходить залізниця, станція Головашівка за 1,5 км.

## Персоналії
Бур’ян Сергій Васильович — український військовик, учасник російсько-української війни.